# Urban IV.
Urban IV. (lat. Urbanus IV.; asi 1195 – 2. října 1264), narozen jako Jacques Pantaléon, byl papežem od 29. srpna 1261 do 2. října roku 1264. Před zvolením papežem zastával úřady biskupa verdunského (1253–1255) a patriarchy jeruzalémského (1255–1261).

## Život
Patří k hrstce papežů, kteří nebyli kardinály – zvolen byl po tříměsíční volbě, v níž se osm kardinálů nedokázalo shodnout na nikom ze svého středu. Po svém zvolení jmenoval 14 nových kardinálů, z toho šest francouzských.

### Slavnost Těla a Krve Páně
Ve 12. století vrcholil kult svátosti oltářní a současně se zdůrazňovala reálná přítomnost Kristova v konsekrovaném chlebu. Dobovou atmosféru, která vedla ke vzniku slavnosti, dokreslovala jednak touha středověkého člověka po podívané, zároveň také opakovaná vidění augustiniánské řeholnice Juliany z Lutychu (Liege) z roku 1209. Zjevoval se jí zářivý měsíční kotouč s jedním tmavým místem, což mělo být znamení, že mezi ostatními křesťanskými svátky chybí místo pro svátek eucharistický. Posledním podnětem k novému svátku se stala událost z roku 1263, kdy knězi Petrovi z Prahy začala při mši svaté v Bolseně v rukou během pozdvihování hostie krvácet, což viděli i přítomní věřící, a případ se stal předmětem církevního i světského zkoumání. 
Papež Urban IV. eucharistický zázrak církevně schválil a pověřil Tomáše Akvinského sepsáním mešního řádu pro nově ustanovenou slavnost.

## Odkazy

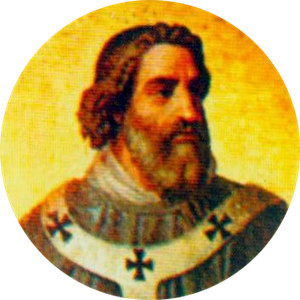
Portrét papeže Urbana IV. v bazilice sv. Pavla za hradbami